# Litteraturåret 1868

## Priser och utmärkelser
- Kungliga priset – Knut Fredrik Söderwall

## Nya böcker

### Översikter
- Svensk litteratur-tidskrift 1868, utgiven av Carl Rupert Nyblom i Uppsala.

## Födda
- 29 januari – Leonard Typpö, finländsk diktare, riksdagsman och lantbrukare.
- 17 september – Emil Kléen, svensk journalist och författare.